# Alessandro Nesta
Alessandro Nesta, né le 19 mars 1976 à Rome en Italie, est un ancien footballeur international italien désormais reconverti entraîneur.
Considéré comme l'un des meilleurs défenseurs centraux de son époque, il est double vainqueur de la Ligue des champions avec l'AC Milan et a remporté la Coupe du monde 2006

## Biographie

### Enfance et formation
Alessandro Nesta est le fils d'un modeste cheminot qui l'emmène un matin de 1985 à une journée de détection organisée par les dirigeants de la Lazio Rome. Deux semaines plus tard, les responsables biancocelesti sortent un contrat pour s'attacher ses services.

### Premiers succès avec la Lazio (1993-2002)
Détecté à 13 ans par la Lazio Rome, il gravit rapidement les échelons menant au football professionnel, et gagne le championnat junior en 1990. En 1992, il est sélectionné en équipe nationale italienne des moins de 16 ans. Deux ans plus tard, le 13 mars 1994, Dino Zoff lui fait disputer son premier match en Série A, sur le terrain d'Udinese. À partir de la saison suivante il s'intègre progressivement à l'effectif romain, sous la direction de Zdeněk Zeman.
Il se fait rapidement remarquer dans le Calcio par ses talents de défenseur et est sélectionné en équipe nationale. Dans le même temps, la Lazio, renforcée dans les années 1990 par des joueurs tels que Pavel Nedved, est un club en plein essor. Nesta est promu capitaine de la Lazio au bout de quelques saisons.
Il inscrit son premier but en professionnel le 16 septembre 1997, lors d'une rencontre de Coupe UEFA contre le Vitória de Guimarães. Son équipe l'emporte par quatre buts à zéro ce jour-là.
Il remporte successivement la Coupe d'Italie (1998 et 2000), l'ancienne Coupe des Coupes (1999), la Supercoupe de l'UEFA (1999) et le Scudetto (2000), au cours de la plus belle période de l'histoire du club romain.
Mais alors que la saison 2001-2002 tire à sa fin, la Lazio, colossalement endettée à la suite de ses nombreuses acquisitions de joueurs dans les années 1990, se voit contrainte de vendre ses meilleurs éléments. Nesta rejoint alors la Lombardie et le club de l'AC Milan, où évolue Paolo Maldini, qui le présente déjà comme son héritier.

### La consécration avec l'AC Milan (2002-2012)
Le 31 août 2002 Alessandro Nesta est recruté par le Milan AC, pour un montant de 31 millions d'euros. Il joue son premier match sous ses nouvelles couleurs le 14 septembre 2002, lors d'un match de championnat face au Modène FC. Les Milanais s'imposent sur le score de trois buts à zéro ce jour-là.
À Milan, il remporte plusieurs titres : Ligue des champions à deux reprises, Coupe d'Italie, Supercoupe de l'UEFA (2003), la Coupe du monde des clubs (2007), et à nouveau le Scudetto en 2004. Sa complémentarité avec Paolo Maldini, Jaap Stam et Cafú font de la défense milanaise la meilleure de la saison 2004-2005, ce qui n'empêchera pas une double désillusion: en finale de Ligue des Champions 2005 remportée par Liverpool et quelques jours plus tôt, une défaite à domicile face à la Juventus alors que les deux équipes comptaient le même nombre de points.
Lors de la saison 2006-2007 faisant suite au scandale du championnat italien, le Milan purge une peine de huit points de pénalité retirés dès le début de saison. Le club réalise une saison quelconque en championnat et se rabat sur la Ligue des Champions. Dans cette compétition, Nesta montre qu'il n'a rien perdu de ses qualités, en signant notamment un retour spectaculaire en 1/4 de final retour contre le Bayern Munich et en se montrant impérial face aux attaquants de Manchester United Cristiano Ronaldo et Wayne Rooney lors de leur double-confrontation en demi-finale. Quelques semaines plus tard, l'AC Milan bat Liverpool 2-1 à Athènes et remporte sa septième Ligue des Champions.
En 2008, il annonce qu'il serait de la partie de rejouer en équipe d'Italie pour son dernier mondial (ce qui ne sera finalement pas le cas). Il a affirmé qu'il voulait terminer sa carrière au Milan et jouer jusqu'à 35 ou 36 ans, comme Paolo Maldini, Franco Baresi ou Alessandro Costacurta.
En juillet 2008, Alessandro Nesta éprouve de nombreuses blessures récurrentes au dos, ce qui transformera sa saison 2008-2009 en une saison totalement blanche où il ne jouera que les dernières minutes du dernier match décisif pour la troisième place du championnat contre l'ACF Fiorentina.
En saison 2009-2010, après avoir définitivement guéri ses problèmes musculaires, Nesta revient au meilleur de sa forme et part titulaire en tant que défenseur central de premier choix aux côtés de Thiago Silva. Ce duo très efficace sera l'une des clés de la saison 2010-2011 de l'AC Milan, qui voit le club revenir au premier plan du football italien en remportant le championnat d'Italie pour la première fois depuis 2004. Entre-temps Nesta prolonge son contrat avec le club le 6 avril 2011, pour une saison supplémentaire, soit jusqu'en juin 2012
Le 10 mai 2012, le joueur annonce que celle-ci est la dernière saison avec l'AC Milan car il estime ne plus pouvoir soutenir les rythmes élevés de la Serie A et de la Ligue des champions où il est nécessaire d'avoir une très bonne fraîcheur physique. Il ajoute que continuer à ces niveaux et ne plus être assez en forme serait irrespectueux pour le club.

### Impact de Montréal (2012-2013)
Le 3 juillet 2012, il trouve un accord avec l'Impact de Montréal et rejoint son ami Marco Di Vaio. Il fait ses débuts sous ses nouvelles couleurs face à l'Olympique lyonnais le 24 juillet 2012 lors d'un match amical.
Ses débuts officiels avec l'Impact de Montréal ont lieu le 29 juillet 2012, lors d'une rencontre de MLS face aux Red Bulls de New York. Il est titularisé lors de cette rencontre remportée par son équipe (3-1 score final).
Le 29 mai 2013, il remporte son premier trophée en Amérique du Nord, le Championnat canadien, équivalent de la Coupe du Canada. Il est titulaire lors du match retour de la finale face aux Whitecaps de Vancouver.
Le 20 octobre 2013, il officialise sa retraite du monde du football qui aura lieu à la fin de la saison de MLS avec l’Impact de Montréal à l'âge de 37 ans. Finalement, il n'entre pas en jeu lors de la dernière rencontre de la saison régulière contre le rival du Toronto FC et n'est pas retenu dans le groupe pour affronter le Houston Dynamo pour le premier tour des séries éliminatoires de la Major League Soccer 2013 en raison d'une légère blessure.
Désireux de devenir entraîneur, Nesta devient consultant technique de l'Impact de Montréal le 27 février 2014.

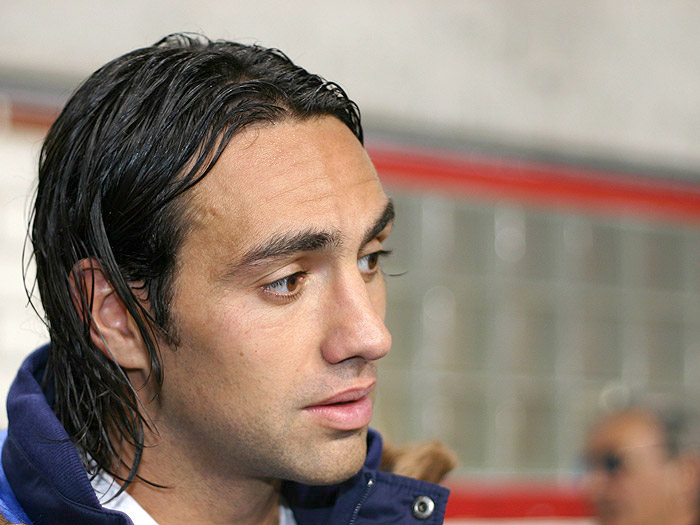
Portrait en 2006.
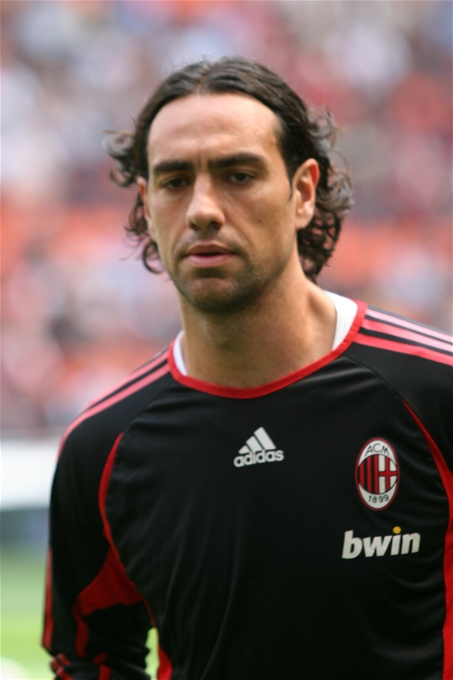
Sous les couleurs du Milan AC, en mai 2007.
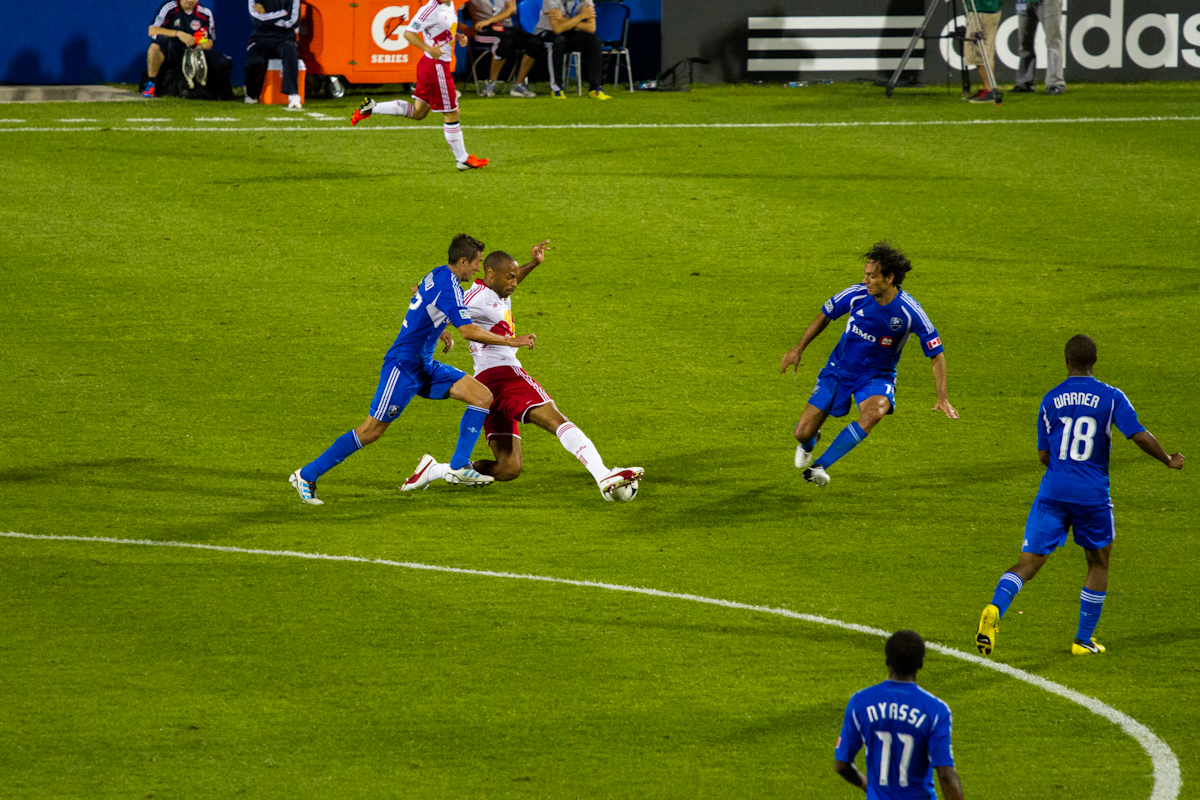
Face à Thierry Henry avec l'Impact de Montréal
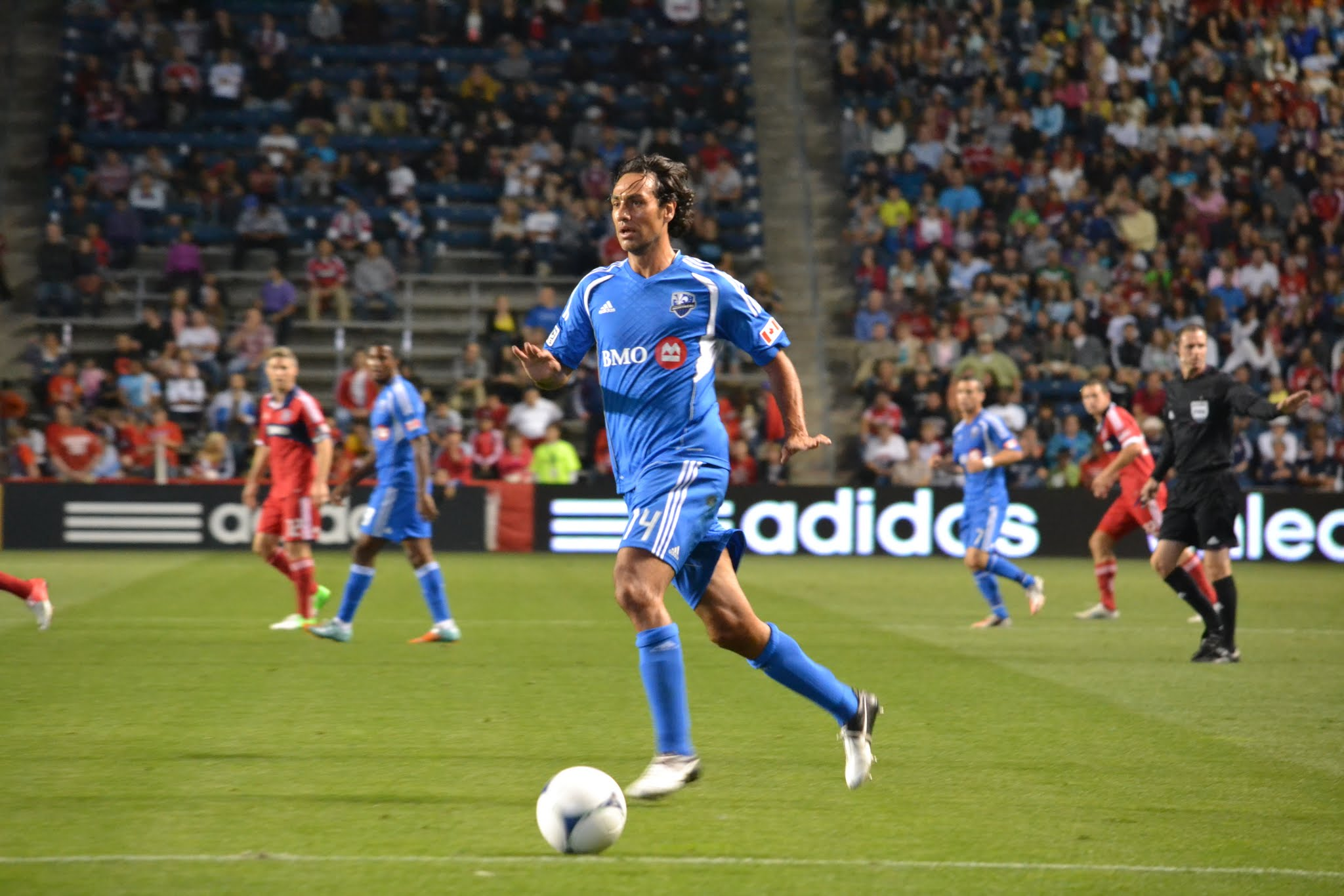
Alessandro Nesta avec Montréal contre Chicago le 15 septembre 2012.
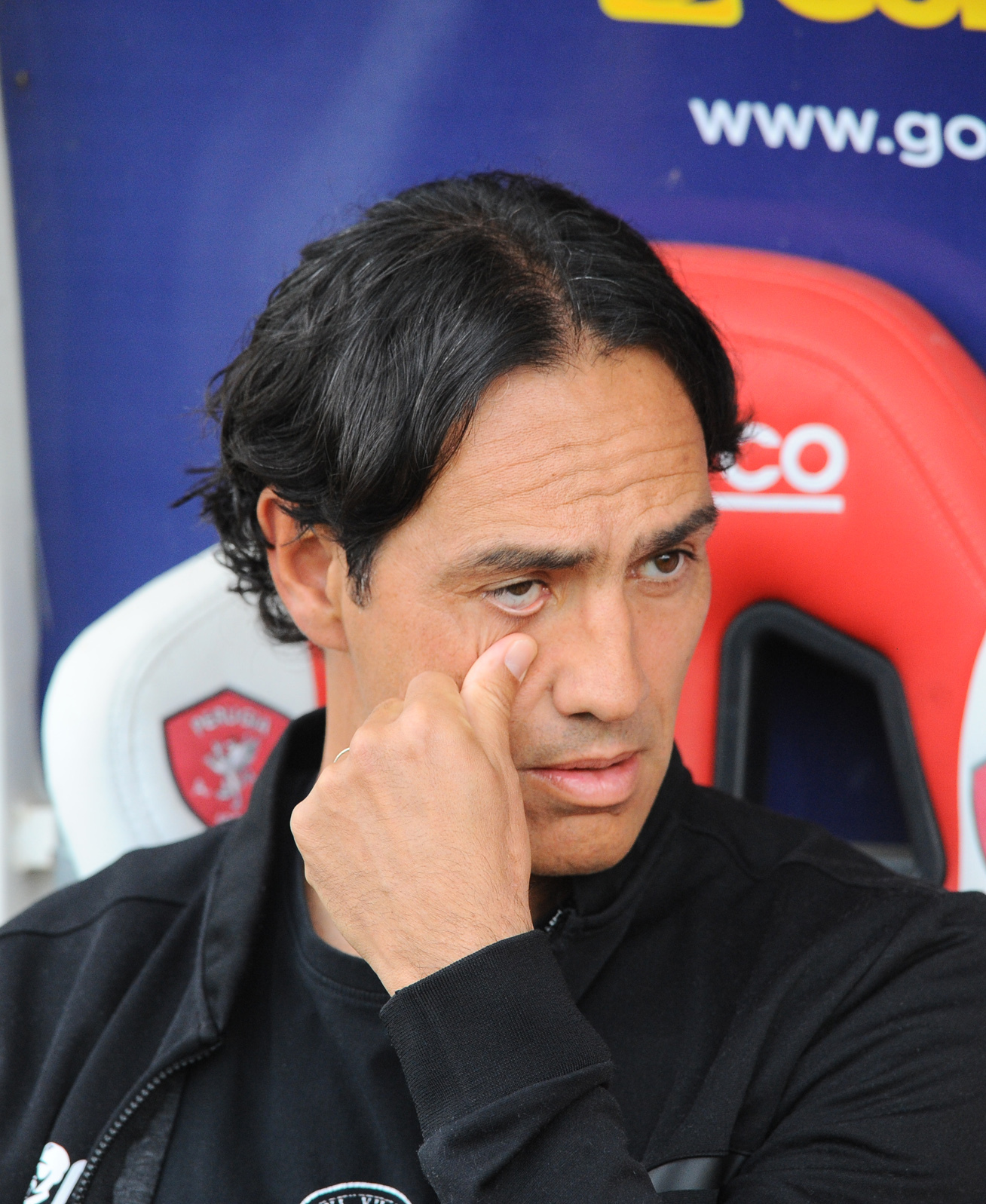
Entraîneur de Perugia en 2019.

### Fin à Chennaiyin (2014)
Le 28 novembre 2014, il est annoncé qu'Alessandro Nesta avait signé pour Chennaiyin FC en Super League indienne pour le reste de la saison 2014. Il a fait ses débuts le 9 décembre par un match nul 2-2 contre le FC Dynamos Delhi, en partenariat avec Mikaël Silvestre en défense centrale.

### Carrière en sélection (1996-2006)
1996 est une année-clé dans le parcours en sélection de Nesta. Il est tour à tour sélectionné pour le Championnat d'Europe espoirs, où il joue trois matchs en tant que titulaire, dont la finale remportée par les Italiens face à l'Espagne après une séance de tirs au but. Puis il participe aux Jeux olympiques à Atlanta et le Championnat d'Europe senior en Angleterre, où il ne sort cependant pas du banc. Les résultats dans ces deux dernières compétitions sont en dessous des attentes mais Nesta commence déjà à établir sa présence en sélection. Sa première cape date du 5 octobre 1996, pour un match en Moldavie. Il est titularisé et les Italiens s'imposent par trois buts à un.
Cependant, en dépit de ses performances de qualité, Nesta joue souvent de malchance en sélection. Son association prometteuse avec l'autre grand défenseur italien de sa génération, Fabio Cannavaro, réputée être l'une des meilleures en Europe, tourne souvent court. Ainsi, en 1998, il ne joue que quelques minutes de la Coupe du monde avant d'être gravement blessé et contraint de déclarer forfait pour le reste de la compétition, ce qui lui permettra de rencontrer sa future femme, Gabriela, qui demeura à son chevet en tant que soignante.
Un scénario semblable se produit au Mondial 2002 en Asie. Faisant partie d'un effectif très talentueux (entre autres, Paolo Maldini, Christian Panucci, Christian Vieri, Francesco Totti et Alessandro Del Piero), Nesta se blesse pendant les matchs de poule, qui voient l'Italie se qualifier de justesse. Il manque le huitième de finale contre la Corée du Sud, un des deux pays hôtes de la compétition avec le Japon. En son absence, la sélection italienne, menant pourtant 1-0, commet des erreurs défensives inhabituelles et s'incline 1-2 en prolongations, peu aidée il est vrai par l'arbitrage de l'Équatorien Byron Moreno.
En 2006, il remporte la Coupe du monde du football avec l'équipe d'Italie... toujours sur fond de problèmes physiques. Si la compétition se révèle heureuse pour le peuple italien, elle l'est moins pour Nesta sur un plan strictement personnel. Il se blesse rapidement (ne disputant que deux matchs et demi) et doit laisser sa place à Marco Materazzi, qui deviendra un joueur-clé de l'effectif de Marcello Lippi.
De manière générale, et malgré son entente avec Cannavaro et le succès de 2006, Nesta a surtout connu des déceptions en compétition quand il jouait avec l'équipe nationale. Ce constat vaut aussi pour les phases finales des Championnats d'Europe de football.
Ainsi, lors du Euro 2000, Nesta, qui joue alors toujours à la Lazio, fait partie de l'effectif qui perd en finale face à la France. Il participe à toutes les rencontres de son pays et fait partie, avec Fabio Cannavaro et Mark Iuliano, d'une impressionnante défense centrale à trois concoctée par le sélectionneur Dino Zoff. L'Italie atteint la finale en n'ayant encaissé que deux buts, battant même au passage les hôtes belges et néerlandais. En finale, les Italiens ouvrent le score à la 55e minute par Marco Delvecchio. Ils se créent même plusieurs occasions additionnelles... avant de s'effondrer dans les arrêts de jeu puis en prolongations, quand Sylvain Wiltord et David Trezeguet viennent donner la victoire aux Bleus.
L'Euro 2004 au Portugal sera à peine moins cruel. L'Italie est éliminée de la compétition dès la phase de poules... sans avoir perdu le moindre match. Les Azzurri comptent, au bout de 3 matchs, le même nombre de points (5), que leurs rivaux scandinaves, la Suède et le Danemark. Cependant, ayant marqué moins de buts lors des rencontres entre ces trois équipes, l'Italie quitte la compétition la tête basse.
Nesta a pris sa retraite internationale en 2006, après dix ans et 78 sélections sous le maillot azzurro. Beaucoup moins capé que son compère Fabio Cannavaro, il est néanmoins unanimement reconnu comme l'un des défenseurs italiens les plus élégants et les plus efficaces de tous les temps, ayant représenté son pays avec classe et distinction. Dans un registre différent de l'agressivité de Cannavaro, Nesta a imposé son style de jeu posé, basé sur la vision et l'anticipation.

### Carrière d’entraîneur (depuis 2016)
Alessandro Nesta commence une carrière d’entraîneur en 2016 pour la saison inaugurale du Miami FC en North American Soccer League. Il reste en poste jusqu'à l'arrêt de la compétition l'année suivante, remportant au passage la saison régulière en 2017.
En 2018, il fait ses débuts en Italie, à l'AC Pérouse, en Serie B. Il parvient à qualifier son équipe pour les barrages de montée en fin de saison mais son équipe s'y incline. La saison suivante, il dirige 2019 Frosinone Calcio, toujours en Serie B. L'équipe brille pendant le milieu de la saison mais peine sur la fin. Elle se qualifie cependant pour les barrages de montée en 2020 et parvient à en atteindre la finale, qu'elle perd face à Spezia, selon la règle du meilleur classement. La deuxième saison est plus difficile et Nesta est remercié en mars 2021, une fois les espoirs de barrage pratiquement évanouis. En 2023, il trouve un nouveau banc en Serie B, à l'AC Reggiana, promu en Serie B. L'équipe se maintient en milieu de tableau toute la saison et son contrat n'est pas reconduit en fin de saison.
En 2024, il a l'opportunité de faire ses débuts en Serie A, avec l'AC Monza. Il est remercié en décembre alors que son équipe pointe au dernier rang. Cependant, le 10 février 2025, Nesta a de nouveau été nommé entraîneur de l'AC Monza, seulement sept semaines après son limogeage.

## Style de jeu: libéro
Formé à l'école défensive italienne, Alessandro Nesta possède un registre très classique et très sûr. Face à un adversaire, il défend le plus souvent debout. Évoluant dans le rythme de l'équipe, il joue souvent en mouvement, offre des décalages et propose des solutions, participant activement à la construction du jeu. Paradoxalement, il marque peu de buts. Sa bonne technique balle aux pieds lui permet de soigner ses relances courtes ou longues. Mais il impressionne surtout par son sens de l'anticipation et sa détermination dans l'intervention dont il sort presque chaque fois vainqueur. Nesta n'a pas de réels points forts d'un point de vue physique mais sans avoir de points faibles non plus. C'est la raison pour laquelle il apparait peu présent dans les duels physiques et longs. Rapide, il est plus chargé des opérations de ramassage de ballon et de ratissage que des conquêtes. Fin, il se montre parfois fragile et connaît quelques absences à cause de blessures.
Il est un libéro classique à l'italienne. Légèrement décroché, il se place toujours en décalage par rapport à son stoppeur. Prudent et patient en phase défensive, il quitte rarement son poste de surveillance et ne s'expose pas, sauf quand il est sûr de son coup. Le ballon récupéré par ses partenaires, il peut en revanche monter d'un cran et provoquer le déséquilibre chez l'adversaire dans sa relance. Nesta possède de surcroît un sens du placement au-dessus de la moyenne, jaillissant où il faut et quand il faut. Plus que de la détermination dans la récupération du ballon, Nesta fait preuve d'agressivité. Nourri à l'esprit de gagne, aguerri aux rencontres capitales, il connaît l'importance de ne pas prendre de but. Concentré à l'extrême, même pressé, il ne panique jamais  et démontre un sang-froid à toute épreuve,.

## Statistiques en club
| Club                      | Saison    | Championnat | Championnat | Championnat | Coupe nationale | Coupe nationale | Coupe nationale | Coupe continentale | Coupe continentale | Coupe continentale | Total | Total | Total |
| Club                      | Saison    | Part.       | Buts        | Passe       | Part.           | Buts            | Passe           | Part.              | Buts               | Passe              | Part. | Buts  | Passe |
| ------------------------- | --------- | ----------- | ----------- | ----------- | --------------- | --------------- | --------------- | ------------------ | ------------------ | ------------------ | ----- | ----- | ----- |
| Lazio Rome Italie         | 1993-1994 | 2           | 0           | 0           | 0               | 0               | 0               | 0                  | 0                  | 0                  | 2     | 0     | 0     |
| Lazio Rome Italie         | 1994-1995 | 11          | 0           | 0           | 1               | 0               | 0               | 0                  | 0                  | 0                  | 12    | 0     | 0     |
| Lazio Rome Italie         | 1995-1996 | 23          | 0           | 0           | 1               | 0               | 0               | 3                  | 0                  | 0                  | 27    | 0     | 0     |
| Lazio Rome Italie         | 1996-1997 | 25          | 0           | 0           | 0               | 0               | 0               | 4                  | 0                  | 0                  | 29    | 0     | 0     |
| Lazio Rome Italie         | 1997-1998 | 30          | 0           | 0           | 9               | 1               | 0               | 10                 | 1                  | 0                  | 49    | 2     | 0     |
| Lazio Rome Italie         | 1998-1999 | 20          | 1           | 0           | 2               | 0               | 0               | 4                  | 0                  | 0                  | 26    | 1     | 0     |
| Lazio Rome Italie         | 1999-2000 | 28          | 0           | 0           | 3               | 0               | 0               | 10                 | 0                  | 0                  | 41    | 0     | 0     |
| Lazio Rome Italie         | 2000-2001 | 29          | 0           | 0           | 2               | 0               | 0               | 8                  | 0                  | 0                  | 39    | 0     | 0     |
| Lazio Rome Italie         | 2001-2002 | 25          | 0           | 0           | 1               | 0               | 0               | 6                  | 0                  | 0                  | 32    | 0     | 0     |
| Lazio Rome Italie         | Total     | 193         | 1           | 0           | 19              | 1               | 0               | 46                 | 1                  | 0                  | 258   | 3     | 0     |
| AC Milan Italie           | 2002-2003 | 29          | 1           | 0           | 5               | 1               | 0               | 14                 | 0                  | 0                  | 48    | 2     | 0     |
| AC Milan Italie           | 2003-2004 | 26          | 0           | 0           | 5               | 1               | 0               | 7                  | 0                  | 0                  | 38    | 1     | 0     |
| AC Milan Italie           | 2004-2005 | 29          | 0           | 0           | 4               | 0               | 0               | 12                 | 0                  | 0                  | 45    | 0     | 0     |
| AC Milan Italie           | 2005-2006 | 30          | 1           | 0           | 2               | 0               | 0               | 10                 | 0                  | 0                  | 42    | 1     | 0     |
| AC Milan Italie           | 2006-2007 | 14          | 0           | 0           | 0               | 0               | 0               | 8                  | 0                  | 0                  | 22    | 0     | 0     |
| AC Milan Italie           | 2007-2008 | 29          | 1           | 0           | 0               | 0               | 0               | 10                 | 1                  | 0                  | 39    | 2     | 0     |
| AC Milan Italie           | 2008-2009 | 1           | 0           | 0           | 0               | 0               | 0               | 0                  | 0                  | 0                  | 1     | 0     | 0     |
| AC Milan Italie           | 2009-2010 | 23          | 3           | 1           | 0               | 0               | 0               | 7                  | 0                  | 0                  | 30    | 3     | 1     |
| AC Milan Italie           | 2010-2011 | 26          | 0           | 0           | 2               | 0               | 0               | 7                  | 0                  | 0                  | 35    | 0     | 0     |
| AC Milan Italie           | 2011-2012 | 17          | 1           | 0           | 2               | 0               | 0               | 7                  | 0                  | 0                  | 26    | 1     | 0     |
| AC Milan Italie           | Total     | 224         | 7           | 1           | 20              | 2               | 0               | 82                 | 1                  | 0                  | 326   | 10    | 1     |
| Impact de Montréal Canada | 2012      | 8           | 0           | 0           | 0               | 0               | 0               | 0                  | 0                  | 0                  | 0     | 0     | 0     |
| Impact de Montréal Canada | 2013      | 23          | 0           | 1           | 1               | 0               | 0               | 2                  | 0                  | 0                  | 0     | 0     | 0     |
| Impact de Montréal Canada | Total     | 31          | 0           | 1           | 1               | 0               | 0               | 2                  | 0                  | 0                  | 34    | 0     | 1     |
| Total                     | Total     | 451         | 8           | 2           | 40              | 3               | 0               | 130                | 2                  | 0                  | 621   | 13    | 2     |

## Palmarès

### En équipe nationale
| Équipe d'Italie - Coupe du monde (1) : - Vainqueur : 2006 - Championnat d'Europe : - Finaliste : 2000 |  |  | Équipe d'Italie espoirs - Championnat d'Europe Espoirs (1) : - Vainqueur : 1996 |

### En club
| Lazio Rome - Coupe des Coupes (1) : - Vainqueur : 1999 - Coupe de l'UEFA : - Finaliste : 1998 - Supercoupe de l'UEFA (1) : - Vainqueur : 1999 - Championnat d'Italie (1) : - Champion : 2000 - Vice-champion : 1995 et 1999 - Coupe d'Italie (2) : - Vainqueur : 1998 et 2000 - Supercoupe d'Italie (2) : - Vainqueur : 1998 et 2000 |  |  | Milan AC - Ligue des champions (2) : - Vainqueur : 2003 et 2007 - Finaliste : 2005 - Coupe du monde des clubs (1) : - Vainqueur : 2007 - Coupe intercontinentale : - Finaliste : 2003 - Supercoupe de l'UEFA (2) : - Vainqueur : 2003 et 2007 - Championnat d'Italie (2) : - Champion : 2004 et 2011 - Vice-champion : 2005 et 2012 - Coupe d'Italie (1) : - Vainqueur : 2003 - Supercoupe d'Italie (2) : - Vainqueur : 2004 et 2011 - Finaliste : 2003 |  |  | Impact de Montréal - Championnat canadien (1) : - Vainqueur : 2013 |

## Distinctions personnelles

### Décorations
- Chevalier de l'ordre du Mérite‎
Rome, 12 juillet 2000 sur initiative du président de la République italienne[19].
- Collare d'oro al merito sportivo
Rome, 23 octobre 2006[20].
- Officier de l'ordre du Mérite de la République italienne‎
Rome, 12 décembre 2006 sur initiative du président de la République italienne[21].

### Distinctions sportives
- 5e au Ballon d'or 2000
- Nommé au FIFA 100 en 2004
- Meilleur jeune joueur de l'année de Serie A en 1998
- Meilleur défenseur de l'année de Serie A en 2000, 2001, 2002 et 2003
- Nommé dans l'équipe type de FIFA/FIFPro World XI en 2005 et 2007
- Nommé dans l'équipe type de l'année UEFA en 2002, 2003, 2004 et 2007